# EF-111 Raven
EF-111 Raven (укр. «Ре́йвен») — американський літак радіоелектронної боротьби, створений наприкінці 1970-х роках на базі бомбардувальника F-111 Aardvark.

## Загальні відомості
Роботи над цією машиною почалися в 1972 році, а перші два дослідні літаки піднялися в повітря п'ять років потому. За основу літака компанія «Дженерал Дайнемікс» взяла винищувач-бомбардувальник F-111A. EF-111A призначений для операцій вторгнення на територію противника та для супроводу ударних літаків. Основу бортового радіоелектронного обладнання EF-111A становить система постановки перешкод AN/ALQ-99, на 70% аналогічна тій, яка встановлюється на літаках EA-6B Prowler. Крім неї, «Рейвен» оснащений широким набором інших засобів радіоелектронної боротьби. EF-111 відрізняє високий рівень автоматизації — всіма системами при необхідності може управляти один оператор. Обладнання постановки активних перешкод частково розміщується у відсіку фюзеляжу, який на вихідному літаку відводився під озброєння. Комплекс радіоелектронного обладнання складається з активних і пасивних засобів РЕБ та станції оповіщення про радіолокаційне випромінення. EF-111A не має звичайного озброєння, але має досить високу швидкість польоту, що дозволяє йому уникати винищувачів противника та триматися під захистом своїх.

## Експлуатація
EF-111A брали участь у бойових діях, у тому числі активно в операції «Буря в пустелі». Вони діяли з баз, розташованих в Туреччини і Саудівської Аравії. В кінці 1990-х років EF-111 були зняті з озброєння.

## Тактико-технічні характеристики

### Технічні характеристики
- Екіпаж: 2 людини
- Довжина: 23,16 м
- Розмах крила:
  - У складеному положенні: 9,74 м
  - У розгорнутому положенні: 19,20 м
- Висота: 6,10 м
- Площа крила:
  - У складеному стані: 48,77 м²
  - У розгорнутому положенні: 61,07 м²
- Профіль крила: NACA 64-210.68 корінь крила, NACA 64-209.80 закінцівках крила
- Маса порожнього: 25072 кг
- Маса спорядженого: 31751 кг
- Максимальна злітна маса: 40347 кг

### Льотні характеристики
- Максимальна швидкість: 2272 км/год
- Практична стеля: 13715 м
- Швидкопідйомність: 1006 м/хв